# Jörg Geibert

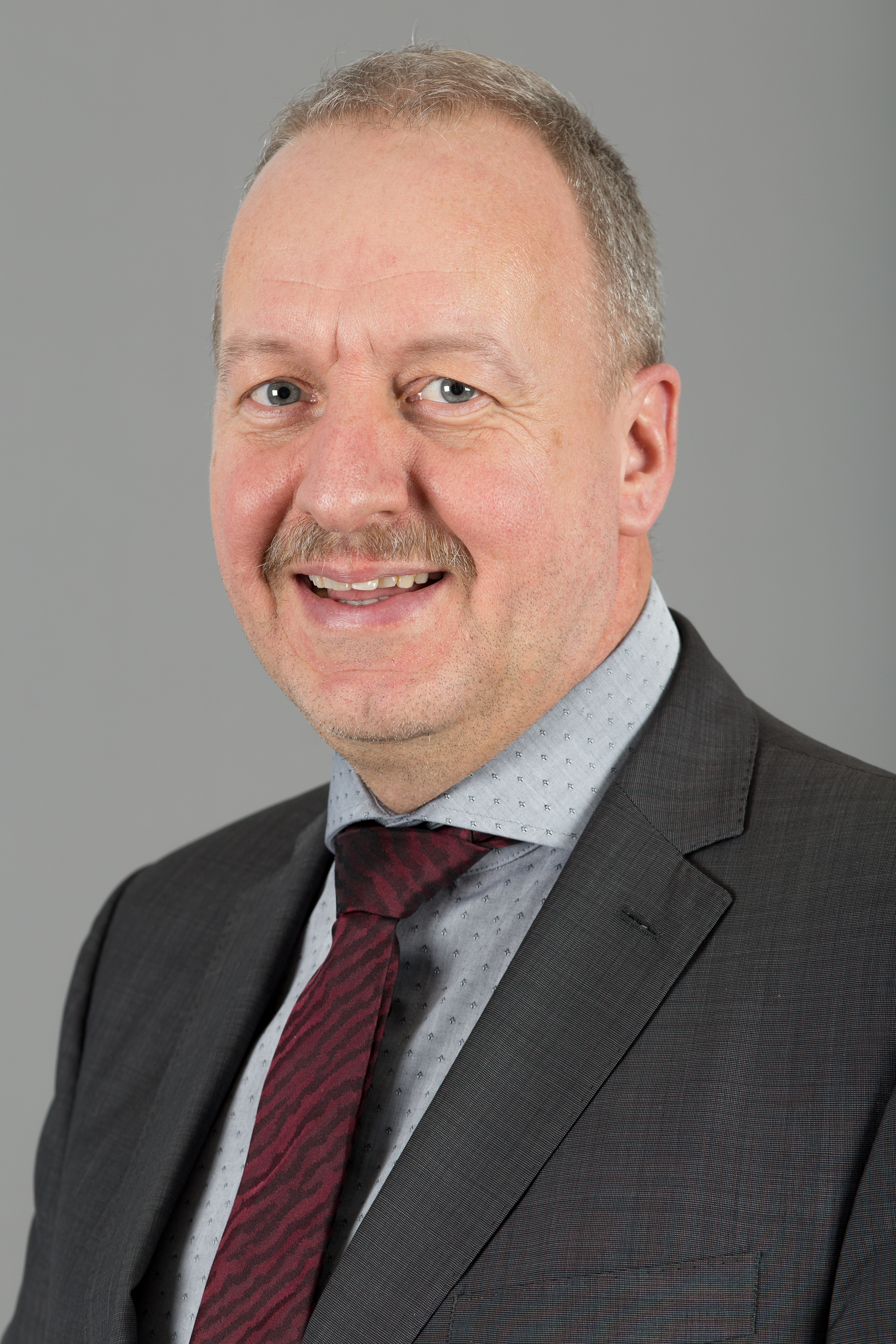
Jörg Geibert 2016

Jörg Geibert (* 20. Februar 1963 in Marienberg (Westerwald)) ist ein deutscher Jurist, Politiker (CDU). Er war von 2010 bis 2014 Innenminister des Freistaates Thüringen (Kabinett Lieberknecht) und von 2014 bis 2019 Mitglied des Thüringer Landtages. Dort war er ab 2018 Parlamentarischer Geschäftsführer der CDU-Landtagsfraktion. Seit 2022 ist er Richter am Thüringer Verfassungsgerichtshof.

## Beruflicher Werdegang
Nach seinem Abitur am Konrad-Adenauer-Gymnasium Westerburg begann Geibert sein Jurastudium und danach den Juristischen Vorbereitungsdienst, die er mit Ablegung beider juristischer Staatsexamen in Rheinland-Pfalz erfolgreich abschloss. 1990 wurde er zum Richter am Verwaltungsgericht Koblenz ernannt. 1992 wechselte er nach Thüringen. Im Thüringer Justizministerium war er bis 2009 in mehreren leitenden Funktionen, zuletzt als Leiter der Abteilung Strafvollzug tätig. Zwischenzeitlich übte er kurzzeitig eine Tätigkeit als Richter beim Thüringer Oberverwaltungsgericht in Weimar aus und war von 1997 bis 1999 Leiter des Personalreferats im Thüringer Finanzministerium. Seit seinem Ausscheiden aus dem Landtag 2019 ist er als Rechtsanwalt tätig.

## Politisches Wirken

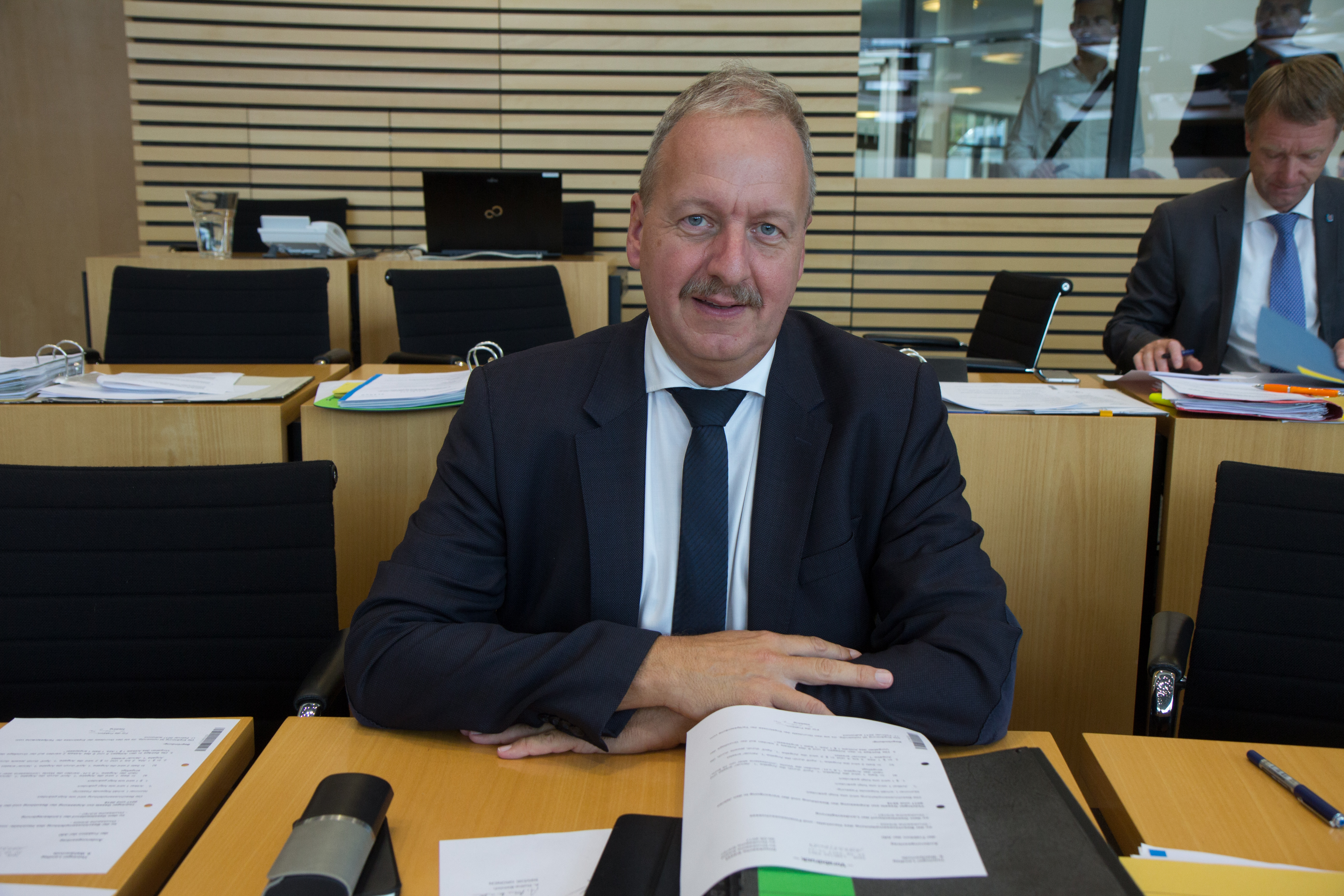
Jörg Geibert im Plenum des Thüringer Landtag, 2017

Am 4. November 2009 wurde Geibert zum Staatssekretär in dem von Peter Michael Huber geleiteten Thüringer Innenministerium ernannt. Huber wurde im November 2010 zum Richter des Bundesverfassungsgerichts gewählt und schied am 16. November 2010 aus dem Amt. Am 1. Dezember 2010 wurde bekannt, dass Geibert seine Nachfolge als thüringischer Innenminister im Kabinett Lieberknecht übernehmen sollte, und wurde am 8. Dezember 2010 zum Minister ernannt und vor dem Landtag vereidigt.
Größere mediale Aufmerksamkeit erlangte Geibert, als er dem ersten NSU-Untersuchungsausschuss des Bundestages insgesamt 778 Ordner mit ungeschwärzten Dokumenten zum Thema Rechtsextremismus des Thüringer Landesamtes für Verfassungsschutz zur Verfügung stellen ließ, womit er alle anderen deutschen Innenminister gegen sich aufbrachte.
Zur Landtagswahl in Thüringen 2014 errang Geibert ein Direktmandat im Wahlkreis Weimar II und wurde somit erstmals zum Mitglied des Thüringer Landtags gewählt. Nach der Wahl kam es zur Bildung einer rot-rot-grünen Koalition unter Bodo Ramelow, wodurch die CDU in Thüringen erstmals aus der Regierung ausschied und auch Geibert sein Ministeramt verlor.
Im Dezember 2015 wurde er Vorsitzender des Haushalts- und Finanzausschusses im Thüringer Landtag als Nachfolger von Jürgen Reinholz. Geibert war Obmann der CDU-Fraktion im Untersuchungsausschuss zu sog. „Lauinger-Affäre“.
Durch Beschluss des Landtags wurde er Mitglied des Kuratoriums der Landeszentrale für politische Bildung, Mitglied des Stiftungsrats der Stiftung Europäische Jugendbildungs- und Jugendbegegnungsstätte Weimar, Mitglied des Stiftungsrats der Stiftung Ettersberg und Mitglied im Aufsichtsrat der DRK Krankenhausgesellschaft Thüringen Brandenburg gGmbH.
Am 13. Juni 2018 wurde Geibert zum Parlamentarischen Geschäftsführer der Landtagsfraktion gewählt.
Bei der Landtagswahl in Thüringen 2019 verlor Geibert seinen bisherigen Wahlkreis gegen Steffen Dittes und schied aus dem Landtag aus. Im Mai 2020 wurde er vom Thüringer Landtag zum stellvertretenden Mitglied des Thüringer Verfassungsgerichtshofs gewählt, seit 2022 ist er für eine Amtszeit bis 2029 ordentliches Mitglied des Verfassungsgerichtshofs.

## Privates
Geibert ist verheiratet und hat drei Kinder. Sein Sohn, Lennart Geibert, wurde bei der Landtagswahl 2024 in den Thüringer Landtag gewählt. 